# Клементіна Гаварден
Клементіна Ельфінстон Флімінг, у шлюбі Клементіна Мод, віконтеса Гаварден, відома як леді Клементина Гаварден (англ. Clementina Maude, Viscountess Hawarden, née Clementina Elphinstone Fleeming; 1 червня 1822, маєток Камбернолд в однойменному місті, поблизу Глазго, Велика Британія — 19 січня 1865, Лондон, Велика Британія) — британська художниця-портретистка й одна з піонерок фотографії, перша жінка-фотографка, що отримала європейську популярність.

## Життєпис
Клементина Флімінг народилася 1 червня 1822 року у родинному маєтку в Шотландії однією з п'яти дітей адмірала Чарлза Ельфінстона Флімінга (1774—1840, брав активну участь у війнах за незалежність Венесуели і Колумбії в 1811—1822 роках), і Каталіни Пауліни Алессандро (1800—1880) з Кадіса, на 26 років молодшої за чоловіка. Отримала гарну освіту й значну частину дитинства провела в Римі.
У 1845 році вступила в шлюб з Корнволлісом Модом, 1-м графом Монтальтом; народила вісьмох дочок і двох синів. Спочатку жила з чоловіком в Ірландії, а в 1856 році, коли помер її свекор, подружжя отримало значну спадщину, і в 1859 році переїхали в Лондон.
19 січня 1865 року Клементина Гаварден померла від пневмонії. Було висловлено припущення, що її імунна система була ослаблена через постійний контакт з фотохімікатами.

## Творчість
Захопилася фотографією наприкінці 1857 або на початку 1858 року, проживаючи в садибі родини чоловіка в Дандрамі, в графстві Південний Тіпперері, Ірландія. Переїзд до Лондона в 1859 році дозволив Клементині Гаварден створити студію в своєму будинку в Південному Кенсінгтоні: вона обладнала майстерню, яка зайняла майже весь перший поверх будівлі.
Гаварден вперше виставила свої світлини на щорічній виставці Лондонського фотографічного товариства в Лондоні в січні 1863 року і була обрана членкинею товариства в березні наступного року. Її робота була відзначена за «художню довершеність», завоювавши срібну медаль за композицію на виставці (під час другої своєї виставки вона була знову удостоєна срібної медалі).